# Прилуччине (зупинний пункт)
Прилуччине (біл. Прылутчына) — зупинний пункт Берестейського відділення Білоруської залізниці в Пружанському районі Берестейської області. Розташоване за 1,8 км на північ від села Прилуччине; на лінії Барановичі-Центральні — Берестя-Центральний, поміж станцією Оранчиці і зупинним пунктом Ляси.